# Чёрная (нижний правый приток Уя)
Чёрная — река в Костанайской области Казахстана и Челябинской области России. Устье реки находится в 184 км от устья по правому берегу реки Уй, западнее села Каменная Речка. Длина реки составляет 10 км. Почти по всей длине реки проходит граница между Россией и Казахстаном.

## Данные водного реестра
По данным государственного водного реестра России относится к Иртышскому бассейновому округу, водохозяйственный участок реки — Тобол от истока до впадения реки Уй, без реки Увелька, речной подбассейн реки — Тобол. Речной бассейн реки — Иртыш.